# 许艳梅
许艳梅（1971年2月9日—），江西南康人，中國跳水運動員，曾在1988年奧運會贏得10米跳台跳水金牌，被誉为“东方红宝石”。

## 生平
出生于江西省南康市大坪乡罗塘村锡福田村民小组。

### 跳水生涯
许艳梅8岁時进入南昌市业余体校体操队，期間被跳水队教练看中，自此改学跳水。13岁时，她已在上海国际跳水赛取得好成績，其後进入了国家队；更在16岁時首次获得世界杯冠军。
1986年，许艳梅代表中國參加在汉城举行的第10届亚运会。由于最后一个动作失败，她只拿到了亚运会银牌。
在兩年後的汉城奥运会上，17岁的许艳梅和队友陈晓丹一起出戰女子跳水十米跳台决赛。许艳梅最終憑优美、精准的动作，以445.20分的成績贏得了金牌。
1990年，許艷梅於北京亞運跳水比賽，贏得女子十米跳台金牌。
憑藉優異的成績，许艳梅曾被美国《游泳世界》杂志選為1987年世界跳水最佳运动员。此外，她亦获得1988年度“全国十佳运动员”称号，又在1989被评为建国以来杰出运动员。
1991年1月，许艳梅因眼病退役。

### 退役生活
退役後，许艳梅先在海南大学文学系外事侨务专业学习，毕业后在海南省文体厅体育科研处任职。至1995年，她出任海南省文体厅体育科研处副处长，並在翌年出任海南省体育局科教处处长。